# Чевлінгеон
Чевлінгеон (швед. Kävlingeån, також Ледде (швед. Lödde å)) — мала річка на заході південної частини Швеції, у лені Сконе. Довжина річки становить 50 км, площа басейну за різними даними — 1203,8 — 1220 км². На річці побудовано 2 ГЕС малої потужності.